# Belá (přítok Hornádu)
Belá je pravostranný přítok Hornádu s délkou 9,5 km. Protéká územím okresu Košice-okolí. Pramení ve Volovských vrších, v podcelku Kojšovská hoľa, na východních svazích Předního holiska (949 m) v nadmořské výšce kolem 620 m. Její tok má od pramene k ústí tvar písmene „J“ stočeného na severozápad.
geomorfologické celky
- Volovské vrchy, podsestava Kojšovská hoľa
- Čierna hora, podsestava Pokryvy

## Přítoky
zprava
- Beliansky potok
- Zlatý potok

zleva
- Kamenný potok

Belá ústí do dlouhé a úzké zátoky vodní nádrže Ružín ai dva kilometry severozápadně od obce Košická Belá v nadmořské výšce kolem 330 m. Před vybudováním vodní nádrže Belá měřila asi 13,5 km a ústila do Hornádu pod vrchem Sivec (781 m) východně od obce Veľký Folkmar a zleva přibírala Opátku.
Na řece leží obec Košická Belá.